# GolTV (Canada)
GolTV était une chaîne de télévision sportive canadienne anglophone spécialisée dans la diffusion de matchs de soccer appartenant à Maple Leaf Sports & Entertainment. La chaîne fourni également une bande audio en espagnol.

## Programmation
Elle diffusait notamment les matchs :
- du Toronto FC en Major League Soccer
- les championnats d'Amérique du Sud:
  - la ligue 1 brésilienne
  - le championnat de São Paulo
  - la ligue 1 colombienne
  - le championnat uruguayen

Elle diffuse les compétitions européennes telles que :
- la coupe d'Italie
- la Bundesliga
- la Coupe de la Ligue d'Allemagne
- la Liga (première division espagnole)
- la coupe d'Espagne.

## Histoire
Après avoir obtenu une licence auprès du CRTC en août 2005 pour le service The Soccer Net, Insight Sports a lancé la chaîne le 1er novembre 2005 sous le nom de GolTV Canada. Avant ou après le lancement de la chaîne, les propriétaires du GolTV américain ont acquis des actions minoritaires dans la chaîne canadienne.
Le 23 janvier 2009, Maple Leaf Sports & Entertainment, propriétaire de la franchise Toronto FC (MLS), ont acquis les parts de Insight Sports dans la chaîne. La transaction a été approuvée le 2 juin 2009 par le CRTC.
Le Régime de retraite des enseignantes et des enseignants de l'Ontario qui détient 79,5 % des actions dans Maple Leaf Sports & Entertainment ont vendu la majorité de leurs actions à un consortium formé de Rogers Communications, Bell Canada et BCE Master Trust Fund (plan de pension de Bell). La transaction est en révision devant le Bureau de la concurrence du Canada et du CRTC, dont la conclusion a été conclue à l'été 2012.
La chaîne haute définition de GolTV Canada n'est en fonction que durant certains évènements. Elle est soit activée et désactivée par le distributeur sur un canal évènementiel, ou soit une position lui est attribuée (mais vide de contenu hors-événements).
La chaîne a mis fin à ses opérations le 31 août 2015, les ligues de soccer ayant signé des contrats lucratifs avec les autres chaînes de télévision sportives.